# Anasarka
Anasarka betyder en extrem, generaliserad svullnad av kroppen. Ett medicinskt tillstånd som karakteriseras av utbredda ödem i huden beroende på utträde av vätska från blodkärl till kroppens extracellulära områden.

## Kultur
Det är även namnet på en medicinsk thriller av läkaren Marcel Aponno.